# Ipomoea calobra
Ipomoea calobra är en vindeväxtart som beskrevs av John Hill och F. Muell. Ipomoea calobra ingår i släktet praktvindor, och familjen vindeväxter. Inga underarter finns listade i Catalogue of Life.